# Cabo Gris-Nez

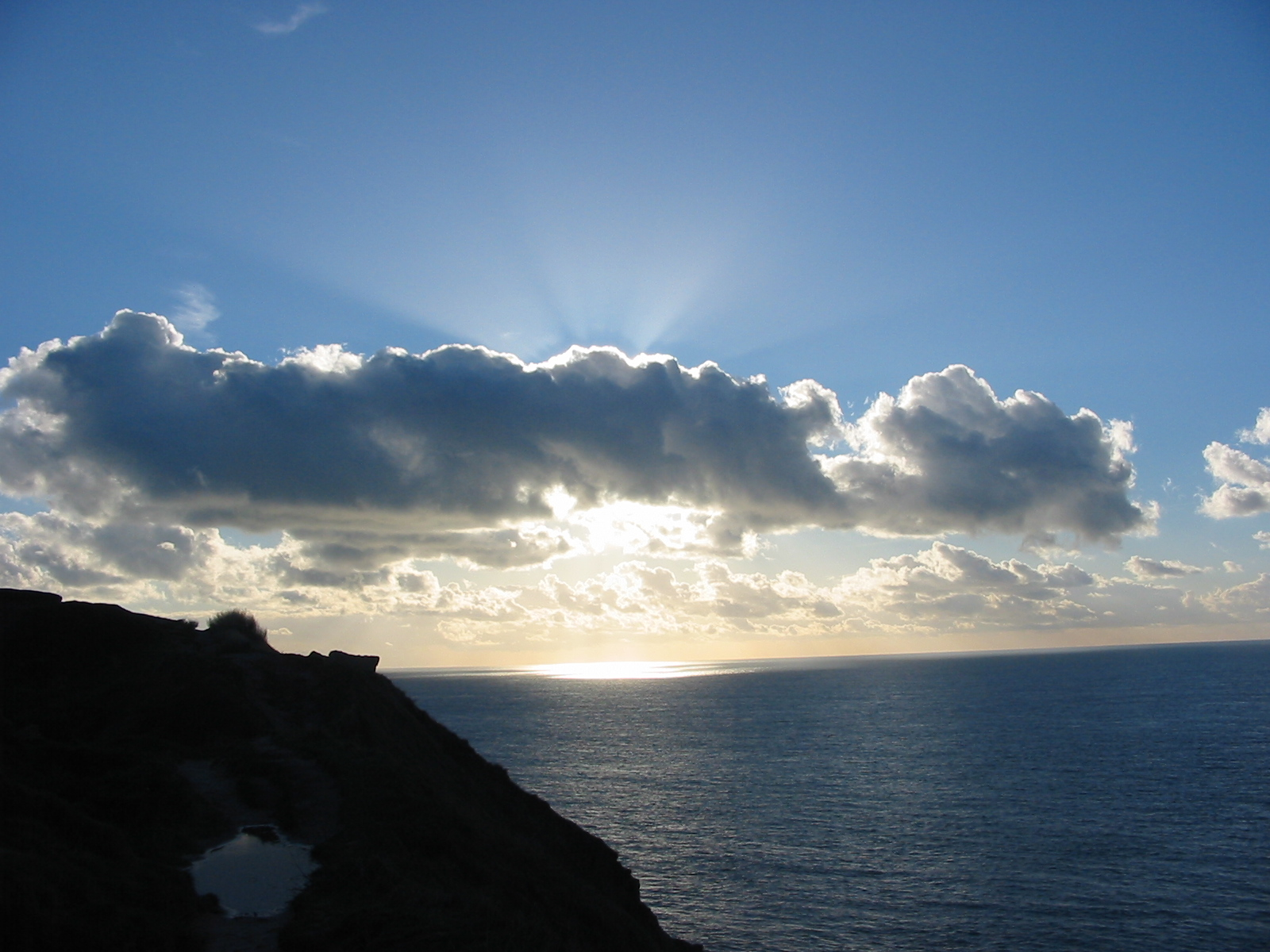
Atardecer en el cabo

El cabo Gris-Nez (literalmente en francés, 'cabo de nariz gris'; en neerlandés: Grizenesse) es un promontorio gris en la costa de Ópalo del departamento de Paso de Calais en el norte de Francia.
Los acantilados del cabo son el punto más cercano de Francia a Inglaterra en la isla de Gran Bretaña , a 34 km de los acantilados de Dover, sus homólogos ingleses. Estos acantilados son un perfecto mirador para ver cientos de naves desde pequeños barcos pesqueros hasta cruceros, surcando las aguas y en un día despejado, se aprecian los emblemáticos acantilados de Dover en la costa inglesa.
Es un sitio notable clasificado zona natural de interés ecológico, faunístico y florístico donde el Conservatoire du littoral ha adquirido 130 ha. Forma, con el cabo Blanc-Nez, situado a 10 km al norte, el Gran Sitio de los Dos Cabos, etiquetado Gran Sitio de Francia desde 2011.

## Geología
Los acantilados del cabo Gris Nez están hechos de piedra arenisca, arcilla y tiza. Se encuentra principalmente gris que da al cabo su nombre. 
Es también un buen lugar para recoger fósiles, que son principalmente del período Jurásico como son bivalvos, gasterópodos y madera,  dientes de peces, reptiles y a veces amonitas grandes se encuentran en las areniscas.